# Canavial de Paixões
Canavial de Paixões é uma telenovela brasileira produzida e exibida pelo SBT entre 13 de outubro de 2003 até 22 de março de 2004, em 116 capítulos, substituindo Jamais Te Esquecerei e sendo substituída pela mexicana A Outra.   
É uma versão da telenovela mexicana Cañaveral de pasiones, de Humberto Zurita e Christian Bach, sendo adaptada por Henrique Zambelli, com supervisão de texto de Ecila Pedroso e colaboração de Simone Boer, sob direção de Jacques Lagôa e Claudio Callao, direção geral de Henrique Martins e direção geral de teledramaturgia de David Grimberg.  
Conta com Bianca Castanho, Gustavo Haddad, Débora Duarte, Oscar Magrini, Thierry Figueira, Ana Cecília Costa, Helena Fernandes e Jandir Ferrari nos papéis principais.

## Antecedentes
Em 1996, Humberto Zurita e Christian Bach escreveram Cañaveral de pasiones, adaptando dois textos radiofônicos da escritora Caridad Bravo Adams: Una sombra entre los dos e Al pie del altar. O romance produzido pela Televisa e protagonizado por Daniela Castro e Juan Soler foi exibido pelo Canal de las Estrellas entre 6 de maio e 6 de setembro de 1996, totalizando 92 capítulos. O enredo focava na história do casal Julia e Pablo, que cresceram juntos em um povoado no estado mexicano de Veracruz. Quando a mãe dela, Margarita, e o pai dele, Amador, morrem em um acidente, levanta-se a suspeita de que eles fugiram juntos. O rancor das duas famílias acaba separando o casal ainda na infância e difamando Margarita e depois a própria filha. Arrependida, a mãe dele, Josefina, proíbe-o de ver a amiga e o manda para a capital, Xalapa. Doze anos depois, ele volta à cidade natal como noivo da arrogante Gina, e ao reencontrar Julia se dá conta que a ama. No Brasil, o romance foi exibido pela CNT, com estreia em 28 de julho de 1997. Em 2001, o Sistema Brasileiro de Televisão assinou um contrato com a Televisa que dava direitos de adaptar folhetins mexicanos em refilmagens brasileiras. Desde então, foram produzidas Pícara Sonhadora, Amor e Ódio, Marisol, Pequena Travessa e Jamais Te Esquecerei.

## Enredo
Uma mistura de Romeu e Julieta, de Shakespeare, Crime e Castigo, de Dostoievski, e Intriga e Amor, de Schiller.— Jacques Lagôa, diretor
Canavial de Paixões se passa em um pequeno povoado católico chamado São Bento dos Canaviais. A economia da cidade é completamente baseada no plantio de cana-de-açúcar e na produção de açúcar, principalmente do Grupo Usineiro Giácomo. Este é um cenário onde ocorrem encontros, desencontros, intrigas e amores que o tempo não pode apagar. Casada com o poderoso usineiro Amador Giácomo (Victor Fasano), Teresa (Débora Duarte) sempre suportou os casos extraconjugais do marido. No entanto, nunca permitiu que sua família se aproximasse da família Santos, com medo de que fosse reaceso um amor juvenil que houve entre seu marido e a esposa de Fausto Santos (Jandir Ferrari), Débora Feberman (Cláudia Ohana). Débora, porém, sempre amou seu esposo. Ainda crianças, Clara (Rayanna Vidal), Paulo (Giovanni Delgado), João de Deus (Giovanni Forner) e Mirela (Bruna Guasco) nutrem uma grande amizade, mesmo com as diferenças sociais entre eles. Mas a desconfiança e o preconceito dos adultos fará com que eles sofram até a idade adulta.
Teresa Giácomo impede que seu filho, Paulo, mantenha laços com Clara, filha de Débora, a qual Teresa acha ser amante do seu marido; com isso, acredita que Clara seja de má influência, assim como a mãe. Ela também não quer que seu filho se aproxime de João de Deus, por este ser um órfão criado pelo padre da paróquia, e nem com Mirela, menina órfã que vive humildemente com a avó curandeira. Paulo também sofre com a crise conjugal de seus pais. Ele procura a curandeira Remédios (Wanda Stefânia), que lhe dá um amuleto capaz de reaproximá-los. Sua tentativa fracassa quando sua mãe recusa o amuleto. Clara é quem fica com o talismã, selando misticamente o amor entre ela e Paulo. A mãe de Clara, Débora Feberman, morre em um trágico acidente de carro na tentativa de impedir sua irmã maquiavélica Raquel de fugir com Amador Giácomo, este que também morre no acidente. Remédios é a única pessoa que testemunha o ocorrido, Fausto chega em seguida, mas encontra ambos sem vida. Após a morte da irmã, Raquel (Helena Fernandes) se casa com o cunhado Fausto. Ela faz com que a paternidade da garota Clara seja motivo de desconfiança e faz Fausto rejeitar a filha.
Quinze anos depois, o casamento entre Raquel e Fausto se torna um fiasco. Clara (Bianca Castanho) tenta se reaproximar do pai, mas ainda é rejeitada. Mesmo com o passar dos anos, ele ainda desconfia do passado de Débora Feberman e da paternidade de sua filha. João de Deus (Thierry Figueira) é responsável pela sobrevivência do canavial de Fausto. A produção de cana é vendida para outra usina, já que o Grupo Usineiro Giácomo não aceita a união dos negócios com a família Santos. Clara tenta negociar com Teresa, mas suas tentativas são em vão. Agenor (Oscar Magrini), braço direito de Teresa, é responsável pelo grupo familiar, que prospera cada vez mais. Inescrupuloso, ele manda e desmanda de acordo com seu humor e interesse de realizar seus planos. Ele substitui o patrão na usina e no coração de Teresa, uma mulher angustiada que não consegue esquecer a humilhação que viveu no passado. Paulo (Gustavo Haddad) volta para São Bento já formado e reencontra Clara. O amor entre os dois floresce novamente. Teresa fará de tudo para separar os dois, e poderá contar com a ajuda de Regina (Bruna Thedy), noiva de Paulo, uma mulher que lhe é infiel. Elas agirão em dupla para afastar o rapaz da moça.
A verdade sobre o passado começa a vir à tona, quando Fausto descobre que Débora não era a amante de Amador, e sim Raquel. Ao chegar em casa ele enfrenta a esposa, e ameaça expor ela em praça pública diante de todos. Em um momento de desespero, Raquel aponta uma arma em direção ao marido e atira. Ele não resiste aos ferimentos e vai a óbito. Ela, então, tenta fazer parecer que ele se matou. Clara ao chegar em casa, se desespera por completo. Também é revelado no enredo que Agenor é o pai de Mirela. Clara, decidida a esquecer Paulo, decide se casar com João de Deus. Ao mesmo tempo, Paulo está para se casar com Regina, mas a ouve em conversa com Guilherme sobre as vantagens financeiras que o casamento daria a ela, o que faz Paulo desistir do matrimônio. Com isso, o que Clara não esperava é que na porta da igreja seria raptada pelo seu grande amor. A princípio ela o rejeita, porém Clara e Paulo descobrem que, mesmo em conflitos, o amor sempre vai permanecer entre eles.
Desfecho Final
Clara decide investigar o passado, e reúne provas contra Raquel para confrontá-la, dizendo que era pra ela ter morrido no acidente no lugar de sua mãe, e que por culpa dela sua mãe ficou mal falada no povoado durante anos. A mesma descobre que a tia também tirou a vida de seu pai e diz que vai entregá-la a polícia. Sem saída, ela foge com Agenor de carro em uma noite chuvosa. Eles sofrem um grave acidente. Agenor foge pela mata com o dinheiro, enquanto Raquel fica presa no carro sentindo muitas dores nas pernas. Agenor é capturado e preso.
Teresa acaba por descobrir que Raquel era a verdadeira amante de Amador e informa à ela, que por conta do acidente ela ficará paralítica e que talvez nunca mais poderá andar. Raquel toma remédios para se matar. Ela confessa a sua sobrinha Clara que mesmo amando muito Fausto, ela o matou, com medo de que fosse desmascarada. Ela deixa bem claro que nunca gostou de Clara, porque ela é o fruto da relação de Fausto com Débora, e que, por sua culpa, nunca pôde concluir seus planos. O efeito dos remédios dá reação negativa a seu corpo e Raquel vem a óbito.
Teresa pede perdão a Clara, por ela sempre ter difamado a mãe da moça por muitos anos, e se dá conta de que Débora sempre foi inocente, também deixando bem claro que ela é a esposa ideal para seu filho, após ter descoberto a má índole de Regina, que termina sendo rejeitada por Paulo. Mirela termina feliz ao lado de João de Deus. Clara e Paulo se casam na igreja diante de toda a cidade.

## Elenco
| Intérprete        | Personagem                    |
| ----------------- | ----------------------------- |
| Bianca Castanho   | Clara Feberman Santos         |
| Gustavo Haddad    | Paulo Giácomo                 |
| Débora Duarte     | Teresa Giácomo                |
| Helena Fernandes  | Raquel Feberman Santos        |
| Jandir Ferrari    | Fausto Santos                 |
| Oscar Magrini     | Agenor Mello                  |
| Thierry Figueira  | João de Deus                  |
| Ana Cecília Costa | Mirela                        |
| Wanda Stefânia    | Maria dos Remédios (Remédios) |
| Jonas Mello       | Padre Antônio                 |
| Bruna Thedy       | Regina de Almeida             |
| Sidney Sampaio    | Guilherme de Almeida          |
| Patrícia Mayo     | Amália Castro                 |
| José Steinberg    | Miguel Castro                 |
| Paula Cohen       | Lourdes                       |
| Walter Cruz       | Dr. Alexandre Belay           |
| Analu Graci       | Hilda Belay                   |
| Patrícia Novaes   | Margareth de Deus (Marga)     |
| Gustavo Wabner    | Márcio Belay                  |
| Marcelo Médici    | Oswaldo Dias                  |
| Teresa Athayde    | Maria                         |
| Déo Garcez        | Vicente                       |
| Débora Gomez      | Denise Belay                  |
| Hélio Cícero      | Carlos de Almeida             |
| Rosana Penna      | Carlota                       |
| Vinícius Vommaro  | Zé Manuel                     |
| Milton Levy       | Fábio                         |
| Camilo Namour     | Luciano                       |
| Wagner Molina     | Eugênio                       |
| Rogério Garcia    | Abílio                        |
| Rita Mendonça     | Soraia                        |
| Dionísio Correia  | Benjamim                      |
| Fyama Monteiro    | Rosinha                       |

### Participações especiais
| Intérprete        | Personagem              |
| ----------------- | ----------------------- |
| Cláudia Ohana     | Débora Febermann Santos |
| Victor Fasano     | Amador Giácomo          |
| Ewerton de Castro | Bispo de Terra Branca   |
| Karina Dohme      | Clarisse                |
| Rayanna Vidal     | Clara (criança)         |
| Giovanni Delgado  | Paulo (criança)         |
| Giovanni Forner   | João (criança)          |
| Bruna Guasco      | Mirela (criança)        |
| Sérgio Reis       | Ele mesmo               |

### Personagens
Bianca Castanho interpreta Clara Feberman Santos, uma garota que reside em São Bento dos Canaviais, um pequeno povoado católico. Quando pequena, ela formou uma grande amizade com Paulo (Gustavo Haddad), João de Deus (Thierry Figueira) e Mirela (Ana Cecília Costa). No entanto, a mãe de Paulo, Teresa (Débora Duarte), sempre impediu que ele se encontrasse com ela, já que ela é filha de Débora (Cláudia Ohana), a qual ela desconfia que seja amante do seu marido, Amador Giácomo (Victor Fasano), dono do Grupo Usineiro Giácomo. Além disso, o garoto também sofre com a crise do casamento dos pais, então procura a curandeira Remédios (Wanda Stephânia), que lhe dá um amuleto que acaba ficando com Clara, selando o amor entre os dois. Débora é casada com Fausto Santos, (Jandir Ferrari) porém ela morre em um acidente. Com a morte dela, sua irmã Raquel (Helena Fernandes) se casa com o cunhado e faz com que a paternidade de Clara seja questionada. Quinze anos depois, o casamento entre eles se torna um fiasco. João de Deus fica responsável pelos canaviais enquanto o braço direito de Teresa, Agenor, (Oscar Magrini) cuida do grupo familiar.
Na usina, Agenor é rigoroso e severo com o trabalhador Vicente (Déo Garcês), apaixonado por Lourdes (Paula Cohen), namorada de Oswaldo (Marcelo Médici). Padre Antônio (Jonas Mello) é irmão de Teresa e padre da paróquia da cidade. É o orientador espiritual dos personagens, exceto dos vilões. A madrinha de Clara é Amália (Patrícia Mayo), que é casada com Miguel (José Steinberg) e era muito amiga de Débora. Guilherme de Almeida (Sidney Sampaio) é um jovem descolado e envolvente. Irmão de Gina (Bruna Thedy) e filho de Carlos (Hélio Cícero), ele seduz diversas garotas com promessas de casamento. Uma delas é Denise (Débora Gomez). Dr. Belay (Walter Cruz) e Hilda (Analu Graci) são pais de Márcio (Gustavo Wabner), que se forma engenheiro e volta para sua casa. Ele aceita que sua mãe lhe arranje um emprego na usina, mesmo contra a vontade do pai. Por fim, (Patrícia Naves) desempenha Margareth, mãe de João de Deus e uma mulher interesseira, inescrupulosa e dissimulada.

## Produção
Ainda em 2002, com Marisol no ar, o SBT anunciou que produziria uma adaptação de Cañaveral de pasiones. Ela substituiria a outra que estava no ar a partir de outubro daquele ano; no entanto, com Esperança da Rede Globo estreando em 17 de junho e ambas tendo uma temática rural, "a novela do SBT iria parecer uma produção muito pobre em comparação com a da Globo, por isso foi adiada", de acordo com Daniel Castro. Portanto, a emissora lançou em seu lugar Pequena Travessa e depois exibiu Jamais Te Esquecerei. Em 2003, Keila Jimenez noticiou em sua coluna no jornal O Estado de S. Paulo que a rede e a empresa mexicana Televisa estavam próximas de renegociar o acordo formado em 2001, já que este estava próximo de ser cancelado; "como a dívida foi assumida em 2001, em dólar, a alta do câmbio fez a conta do SBT subir além do esperado, levando Silvio Santos a ameaçar encerrar a parceria, caso não houvesse renegociação". Cada capítulo da trama teve um investimento de R$ 90 mil. As gravações começaram em agosto de 2003 e terminaram em novembro do mesmo ano.

### Seleção de elenco e cenário
Os testes para o elenco começaram a ser feitos mesmo sem o contrato renovado, no dia 7 de julho de 2003. Na semana seguinte, o periódico O Globo ventilou possíveis nomes no elenco. Helena Fernandes, segundo o jornal, estaria negociando com a emissora para participar da trama, enquanto Suzana Alves, Priscila Borgonovi, Patrícia Coelho, Bruno de Luca, Edward Boggis, Igor Cotrim, Quitéria Chagas, Ricardo Macchi, e Ellen Roche fizeram testes nos estúdios do canal. Daniela Duarte foi convidada para fazer parte do elenco, e sua mãe acabou por entrar na seleção. No dia 28 de julho, saíram os resultados dos testes. Bianca Castanho foi confirmada como protagonista em agosto. O SBT também fechou com Victor Fasano, Oscar Magrini e Cláudia Ohana. Depois, Gustavo Haddad foi anunciado como protagonista ao lado de Castanho. Assim, concluiu-se que Canavial de Paixões teria 28 atores.
O canavial, a usina de açúcar e uma igreja os quais serviram de cenário localizavam-se em Iracemápolis e Rio Claro no interior de São Paulo. Victor Fasano, que gravou uma participação especial na trama, também usou sua imagem como embaixador e divulgador da novela. Para as gravações, foram reaproveitados cenários de Éramos Seis, Pequena Travessa, Pícara Sonhadora, Marisol, Amor e Ódio e Jamais Te Esquecerei. Os prédios que aparecem nas cenas eram apenas fachadas, e as cenas internas eram filmadas em dois estúdios de reproduziam o interior das casas, cada um com 850 m². De acordo com Elena Corrêa, do jornal O Globo, "num começo de tarde em que o dia parece já estar chegando ao fim porque nuvens pretas anunciam que uma chuva torrencial cairá em breve, a sensação é quase a de se estar caminhando por um cenário de filme de suspense. Um coreto abandonado, pincelado por folhas secas e galhos de árvores, ainda espera o momento de ganhar apenas alguns retoques para abrigar novos personagens em uma novela futura".

## Exibição
Embora a estreia da telenovela estivesse prevista para 15 de setembro de 2003, o primeiro capítulo de Canavial de Paixões foi exibido somente em 13 de outubro de 2003, na faixa das 20h30 pelo Sistema Brasileiro de Televisão, substituindo Jamais Te Esquecerei. O romance foi exibido de segunda a sábado. Inicialmente, a novela recebeu a classificação indicativa de imprópria para menores de 12 anos, o que impediria que fosse exibida antes das 20h, mas a emissora recorreu e o Ministério da Justiça reclassificou a obra como livre para todos os públicos. Seu desfecho foi exibido em 22 de março de 2004, totalizando 116 capítulos, sendo substituída pela exibição inédita da mexicana A Outra.
Moacyr Franco e a dupla Sérgio e Júnior interpretaram o tema de abertura, "Incêndio no Canavial". Produzida pela emissora, a vinheta de abertura apresenta imagens de um canavial e trabalhadores, e também exibe imagens do elenco principal. No fim, ela retrata cenas de um incêndio, fazendo jus à letra do tema.

### Reprises
Foi reprisada pela primeira vez entre 24 de outubro de 2005 e 17 de março de 2006 na faixa das 15 horas sob 105 capítulos, substituindo a exibição inédita da mexicana A Madrasta e sendo substituída pela primeira reprise da mexicana Rubi.
Foi reprisada pela segunda vez entre 17 de agosto a 26 de novembro de 2010 em 87 episódios, substituindo Uma Rosa com Amor às 20h, sendo substituída pela reprise de A História de Ana Raio e Zé Trovão.
Foi reprisada pela terceira vez entre 20 de agosto de 2012 e 8 de janeiro de 2013, em 96 capítulos, sucedendo a reprise de Marisol e antecedendo a de sua antecessora Jamais Te Esquecerei.

### Outras mídias
Em 22 de abril de 2022, a novela passou a ser disponibilizada na versão integral pela emissora na plataforma de streaming que antes era o SBT Vídeos, que agora em 2024 está disponível no +SBT com os 116 capítulos originais, com abertura, vinhetas de intervalo e encerramento, ou seja com todas as suas características originais, exibidos nos anos de 2003 e 2004.

## Música
O tema de abertura da telenovela, "Incêndio no Canavial", é interpretado por Moacyr Franco e a dupla Sérgio e Júnior. A trilha sonora ainda conta com artistas como Rouge, por "Um anjo veio me falar", Elis Regina por "Atrás da porta" e Sérgio Reis por "Escolta de Vagalumes". Tais canções foram incluídas em um CD lançado paralelamente à trama pela Universal Music.
| N.º | Título                                         | Música                     | Duração |  |
| 1.  | "Incêndio no Canavial" (part. Sérgio e Júnior) | Moacyr Franco              | 4:23    |  |
| 2.  | "Um anjo veio me falar"                        | Rouge                      | 3:45    |  |
| 3.  | "Escolta de Vagalumes"                         | Sérgio Reis                | 3:29    |  |
| 4.  | "Atrás da porta"                               | Elis Regina                | 2:49    |  |
| 5.  | "Cai a noite"                                  | Capital Inicial            | 3:31    |  |
| 6.  | "João Valentão"                                | Vega                       | 3:58    |  |
| 7.  | "Sancristobal"                                 | João Parahyba              | 4:34    |  |
| 8.  | "Hanabera da esperança"                        | As Irmãs Galvão            | 3:21    |  |
| 9.  | "Morro Velho"                                  | Fagner e Milton Nascimento | 5:03    |  |
| 10. | "Toada (Na direção do dia)"                    | Boca Livre                 | 3:21    |  |
| 11. | "Pra ser feliz"                                | Gustavo Lins               | 4:01    |  |
| 12. | "O Cio da Terra" (part. Milton Nascimento)     | Pena Branca e Xavantinho   | 3:46    |  |

## Lançamento e repercussão

### Audiência
Exibição original
A meta estipulada para a novela foi de 15 pontos. A estreia alcançou 11 pontos com picos de 16, ante 50 de Celebridade na Rede Globo. Com a mudança para a segunda fase, a novela estabilizou-se em  médias entre 11 e 15 pontos. O seu recorde foi de 21 pontos, contra 30 da novela concorrente. Teve média geral de 12 pontos.
Reprises
Em sua reprise em 2010, a trama manteve uma média de 4 pontos. A reexibição em 2012 garantiu índices de até 3 pontos, perdendo para o Programa da Tarde e derrubando os índices da emissora.

### Avaliação em retrospecto
Amélia Gonzalez do periódico O Globo considerou que o elenco é bom, mas o texto e o cenário não: "Débora Duarte (Tereza) tem agregado valor, assim como Victor Fasano (Amador), Claudia Ohana (Débora), Helena Fernandes (Raquel). Só que o texto não ajuda nada Canavial de Paixões. [...] Os personagens repetem a mesma coisa várias vezes, a câmera fica horas focando um olhar, um gesto. E nada acontece de verdade. Mas é preciso que se diga: não é só o texto que dá à trama [...] um jeito de novela démodé. O figurino também contribui, e muito. Certamente nem lá no México mulheres usariam salto agulha e vestidos finos (de gosto duvidoso) para irem a uma festa ao ar livre comemorar a boa safra de cana-de-açúcar do canavial".
O colunista Xico Sá da Folha de S.Paulo comparou-a com a trama concorrente, Celebridade: "Enquanto Gilberto Braga fazia um espalhafato no primeiro capítulo da novela Celebridade, [...] com direito ao pior sequestro da superprodução da TV brasileira, o SBT entrava com o seu bailinho na roça. Era Canavial de Paixões. Uma trama rural mexicana transposta para o mundo caipira de São Paulo". Segundo ele, "o teledrama de Silvio Santos completa o da Globo. Não por tratar do mesmo tema, a inveja, como quase todas as novelas do mundo. Mas por mostrar como funciona na vida real a indústria da fama. O SBT reaproveita atores que o Projac já explorou e depois escanteou, como Victor Fasano, Claudia Ohana, Débora Duarte e Oscar Magrini, nem melhores nem piores do que muitos globais com estabilidade no emprego". Por fim, ele comentou os aspectos da história: "o enredo de Canavial não tem nada de mexicano. É Shakespeare mesmo. Um Romeu e Julieta agro-industrial, com os filhos de usineiros e canavieiros herdando uma pendenga familiar que trava o amor". Uma analista do mesmo jornal, Bia Abramo, notou que a novela não tenta fazer referências ao "mundo de fora", "[não apresenta uma tentativa de] representar o Brasil que marca boa parte das novelas da Globo". "Pelo contrário: em Canavial de Paixões, por exemplo, a história se desenvolve sem muita referência ao mundo fora da novela. Não que devesse, na verdade. A teledramaturgia, para funcionar, prescinde da pretensão de ser um retrato do que quer que seja. Vejam aí o exemplo das sitcoms norte-americanas que têm, sim, um compromisso com verossimilhança, mas não com a tarefa de construir uma imagem da sociedade norte-americana".
Marina Monzillo da IstoÉ Gente disse que "[o folhetim] mostra que [a] emissora está se aperfeiçoando na arte da teledramaturgia". Consoante ela, "o nome da novela é brega, o tema de abertura, mais ainda, sem falar nos diálogos, que nunca se livram do tom mexicano, mas a teledramaturgia do SBT melhora a cada tentativa". Monzillo concluiu que "Silvio Santos tem investido no filão, e suas tramas estão com um ar mais profissional, interpretações bem razoáveis e cuidado com a fotografia. Com um elenco recheado de ex-globais, o folhetim pode não possuir a riqueza de cenários e figurinos da concorrente, porém em alguns momentos consegue deixar o espectador com a impressão de estar vendo uma cena de uma novela das seis da Globo. Pode ser um começo, mas não a solução. O SBT tem tudo para criar sua própria linguagem em teledramaturgia, como fez a finada Manchete, com Pantanal, nos anos 90. Pode dar um bom caldo".

### Prêmios e Indicações
A obra foi indicada em duas categorias no 6º Prêmio Contigo! de TV. O texto foi indicado na categoria de "Melhor novela ou minissérie", mas perdeu para Mulheres Apaixonadas. Por fim, Bianca Castanho e Gustavo Haddad foram indicados em "Melhor par romântico". O troféu Imprensa é uma premiação anual que avalia a televisão e a música conforme a escolha de dez formadores de opinião. Na entrega de 2004, Canavial de Paixões foi indicada à categoria de melhor novela, mas saiu de mãos vazias.